# Condado de Westmeath
O Condado de Westmeath (An Iarmhí em irlandês) é um condado da República da Irlanda, na província de Leinster, no centro-norte do país.
As duas maiores cidades são Athlone, com 15 936 habitantes, e a capital Mullingar (15 621).
Westmeath tem como vizinhos os condados de Cavan a norte, Meath a leste, Offaly a sul, Roscommon a oeste e Longford a noroeste.